# 奧秩父山塊
奧秩父山塊（日语：／ Oku-Chichibu sankai */?），又稱奧秩父山地（日语：／ Oku-Chichibu sanchi */?），是起於日本野邊山高原東南方飯盛山（1,643公尺）與雲取山（2,017公尺），往南至三窪高原的山塊。廣義上還涵蓋東側的奧多摩區域、北側的兩神山（1,723公尺）、南側的大菩薩連嶺。
為千曲川（信濃川上流）、荒川、笛吹川（富士川上流）、多摩川四河川的水源域，山域內幾乎沒有火山是一大特色。

## 概要
奧秩父山域廣大，有多座2000公尺級山岳，因此又被登山者稱為東阿爾卑斯。

## 主要山岳、峠、峽谷

### 主脈
- 雲取山（2,017公尺） - 東京都最高峰。本主脈東端
- 飛龍山（日语：飛竜山）（2,077公尺）
- 將監峠（日语：将監峠）
- 唐松尾山（日语：唐松尾山）（2,109公尺）
- 笠取山（日语：笠取山 (奥秩父)）（1,953公尺） - 多摩川源頭
- 水晶山（日语：水晶山 (奥秩父)）（2,158公尺）
- 雁坂峠（日语：雁坂峠）（2,082公尺)
- 木賊山（日语：木賊山 (山)）（雲切山）（2,468公尺）
- 甲武信岳（2,475公尺） - 荒川、千曲川、笛吹川（富士川支流）源頭
- 三寶山（日语：三宝山） (2,483公尺） - 埼玉縣最高峰
- 雞冠山（日语：鶏冠山 (山梨県山梨市)）（2,177公尺）
- 國師岳（日语：国師岳）（2,591公尺）
- 北奧千丈岳（日语：北奥千丈岳）（2,601公尺） - 奧秩父山塊最高峰
- 奧千丈岳（日语：奥千丈岳）（2,409公尺）
- 大弛峠（日语：大弛峠）（2,360公尺）
- 朝日岳（日语：朝日岳 (山梨県・長野県)）（朝日山）（2,579公尺）
- 金峰山（2,599公尺）
- 瑞牆山（日语：瑞牆山）（2,230公尺）
- 小川山（日语：小川山）（2,418公尺）

上述山岳合稱「奧秩父主脈」，是登山縱走的路線之一。

### 東北部
- 四阿屋山（日语：四阿屋山 (埼玉県秩父郡)）（772公尺）
- 兩神山（1,723公尺）
- 南天山（日语：南天山）（1,483公尺）
- 秩父御岳山（日语：秩父御岳山）（1,081公尺）
- 中峽（日语：中津峡 (埼玉県)）
- 三峰山（日语：三峰山） - 妙法岳、白岩山、雲取山的合稱。
- 白泰山（日语：白泰山）（1,794公尺）
- 妙法岳（日语：妙法ヶ岳 (埼玉県)）（1,332公尺）
- 霧藻峰（日语：霧藻ヶ峰）（1,523公尺）
- 白岩山（日语：白岩山 (埼玉県)）（1,921公尺）
- 熊倉山（日语：熊倉山 (埼玉県)）（1,427公尺）
- 和名倉山（日语：和名倉山）（2,036公尺）
- 芋木尖峰（日语：芋木ノドッケ）（1,949公尺）
- 長澤山
- 水松山
- 酉谷山
- 七跳山（1,651公尺）
- 大平山（日语：大平山 (埼玉県秩父地方)）（1,603公尺）
- 大栗山
- 蕎麦粒山（日语：蕎麦粒山 (東京都・埼玉県)）（1,472.9公尺）
- 天目山 （三尖峰）
- 矢岳

### 北部
- 三国峠（日语：三国峠 (長野県・埼玉県)）
- 十文字峠（日语：十文字峠）
- 五郎山（日语：五郎山 (長野県南佐久郡)）（2,132公尺）

### 南部
- 西澤溪谷、東澤溪谷（日语：西沢渓谷と東沢渓谷）
- 黑金山（日语：黒金山 (山梨県)）（2,232公尺）
- 乾德山（日语：乾徳山）（2,031公尺）
- 倉掛山（日语：倉掛山）（1,777公尺）
- 三窪高原（日语：三窪高原）

### 西端部
- 橫尾山（日语：横尾山）（1,818公尺）
- 飯盛山（日语：飯盛山 (長野県南佐久郡)）（1,643公尺） - 廣義上的奧秩父西端，一般被視為是八岳山麓高原的一部分。

## 周邊山域（廣義的奧秩父山塊）

### 西南部區域
小楢山、帶那山、茅岳、黑富士是古老火山。
- 小楢山（日语：小楢山）（1,713公尺）
- 乙女高原（日语：乙女高原）（1,700公尺）
- 水森（日语：水ヶ森）（1,553公尺）
- 帶那山（日语：帯那山）（1,422公尺）
- 棚山（日语：棚山 (山梨県)）（1,171公尺）
- 大藏經寺山（日语：大蔵経寺山）（715公尺）
- 金岳（日语：金ガ岳）（1,764公尺）
- 茅岳（日语：茅ヶ岳）（1,704公尺）
- 曲岳（日语：曲岳）（1,642公尺）
- 黑富士（日语：黒富士）（1,635公尺）
- 太刀岡山（日语：太刀岡山）（1,295公尺）
- 彌三郎岳（日语：弥三郎岳）（1,058公尺）
- 御岳昇仙峽

## 森林
- 闊葉樹 - 櫸樹、日本七葉樹、日本山毛欅（日语：ブナ）、水楢（日语：ミズナラ）、岳樺等。
- 針葉樹 - 日本柳杉、日本扁柏、北日本鐵杉（日语：コメツガ）、韋氏冷杉（日语：シラビソ）、雲杉、日本落葉松等。

## 圖片

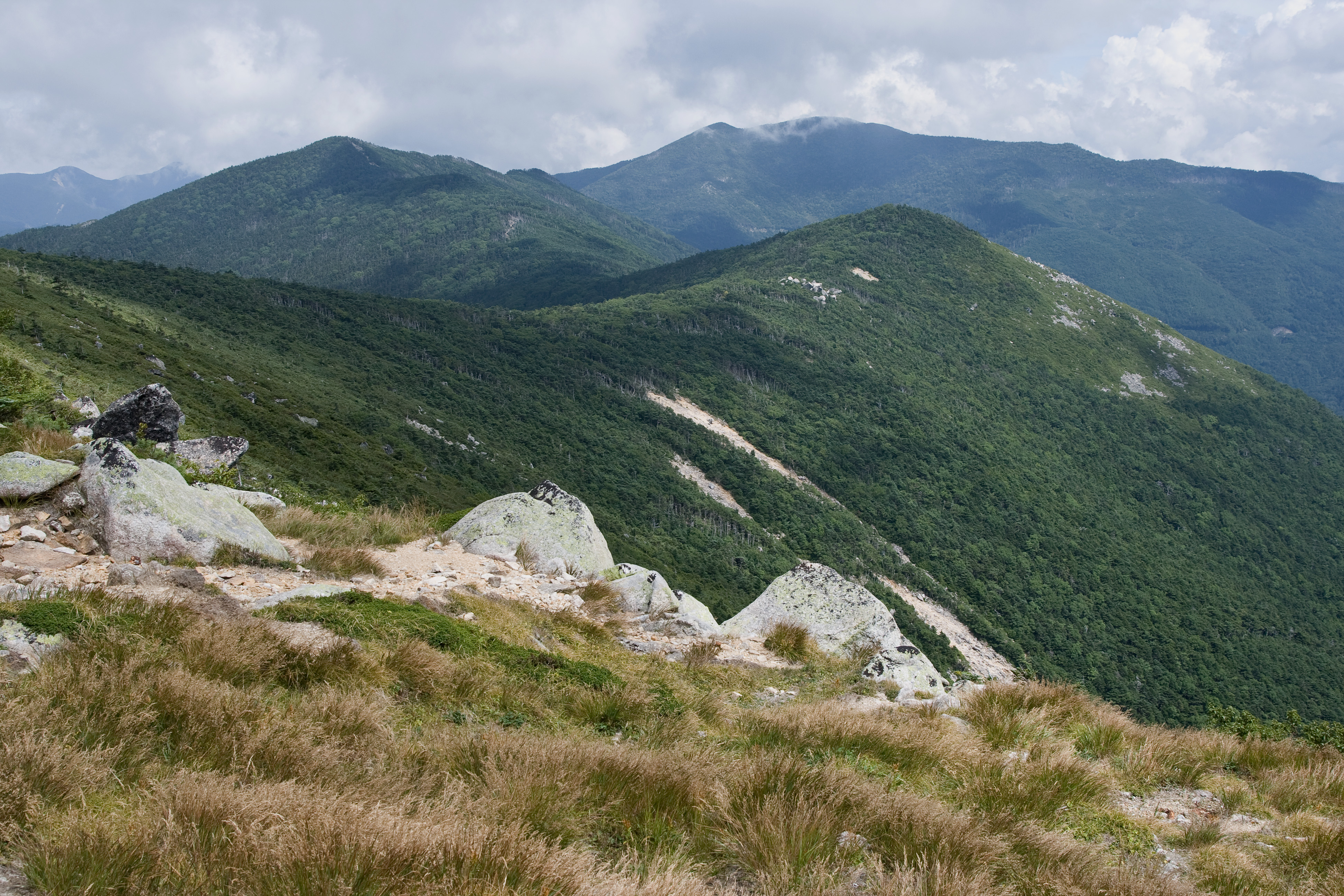
金峰山眺望朝日岳（日语：朝日岳 (山梨県・長野県)）（左）與國師岳（日语：国師岳）、北奧千丈岳（日语：北奥千丈岳）（右）
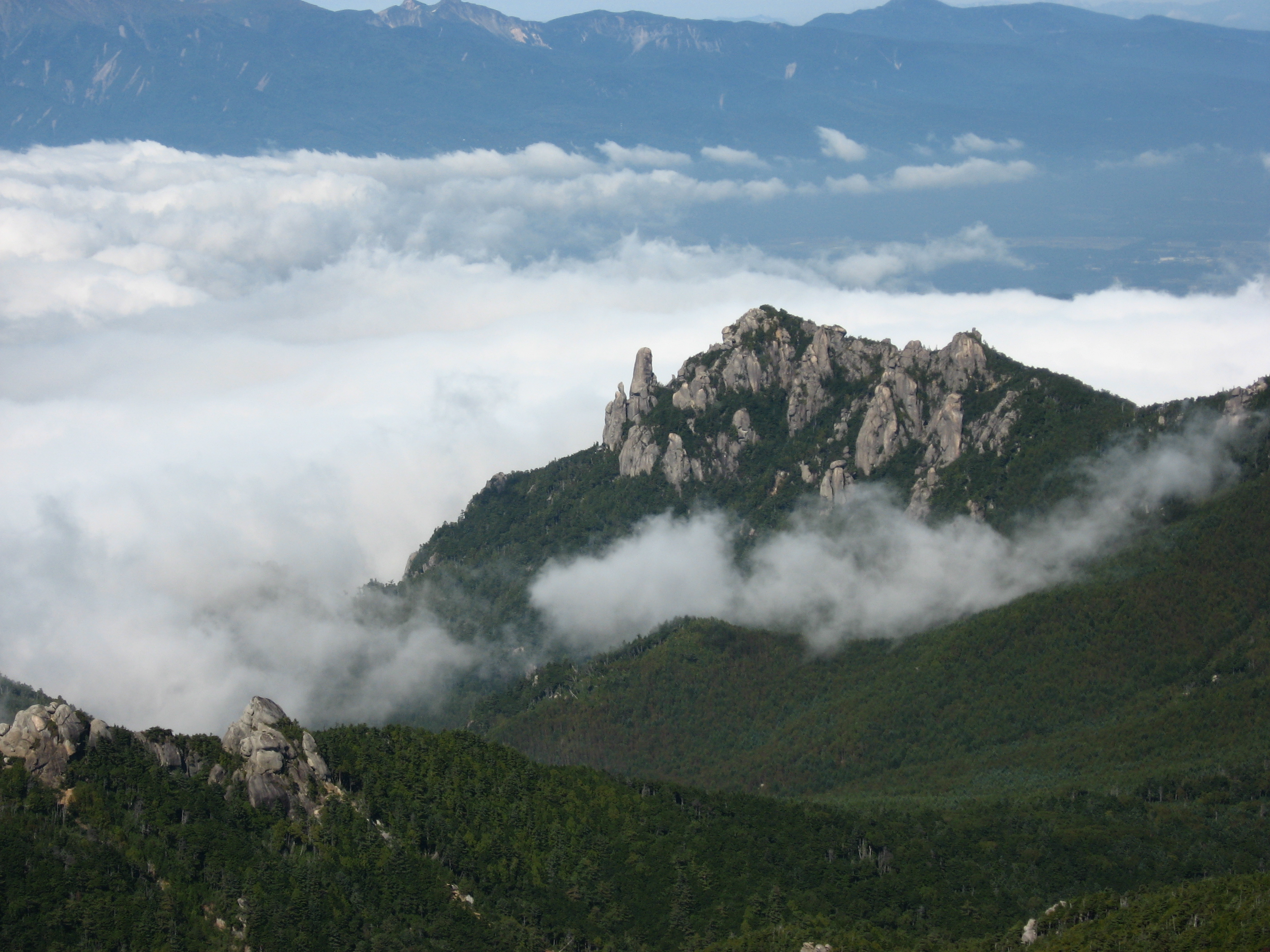
瑞牆山
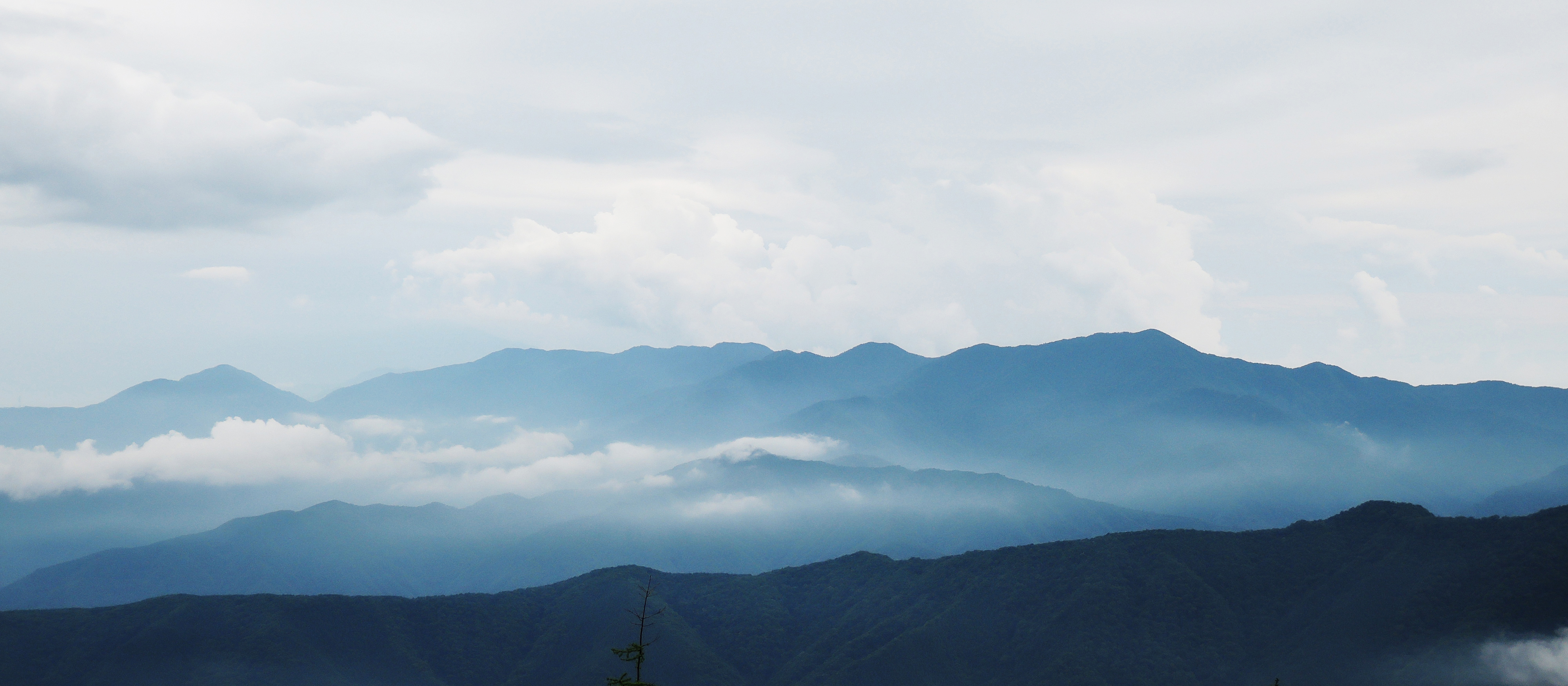
大菩薩連嶺

## 外部連結
- 東阿爾卑斯樂集國 （页面存档备份，存于）
- 關東森林管理局 （页面存档备份，存于）